# فابيو كاميلو دي بريتو
فابيو كاميلو دي بريتو (بالبرتغالية: Fábio Camilo de Brito‏) (6 يونيو 1975 في ساو باولو في البرازيل - )؛ هو لاعب كرة قدم سابق كان يلعب كمدافع.

## وصلات خارجية
- فابيو كاميلو دي بريتو على موقع الاتحاد الدولي (مؤرشف)  (الإنجليزية)
- فابيو كاميلو دي بريتو على موقع رابطة كرة القدم اليابانية للمحترفين (اليابانية)
- فابيو كاميلو دي بريتو على موقع قاعدة بيانات كرة القدم.إي يو (الإنجليزية)
- فابيو كاميلو دي بريتو على موقع Soccerway.com (الإنجليزية)
- فابيو كاميلو دي بريتو على موقع عالم كرة القدم.نت (الإنجليزية)